# Protaetia pseudoheydeni
Protaetia pseudoheydeni är en skalbaggsart som beskrevs av Miksic 1965. Protaetia pseudoheydeni ingår i släktet Protaetia och familjen Cetoniidae. Inga underarter finns listade i Catalogue of Life.